# Papa Dono
O Papa Dono (? — 11 de Abril de 678) foi o 78º Papa, de 2 de Novembro de 676 até sua morte em 678. Era filho de um Romano chamado Maurício. Chegou aos nossos dias muito pouca informação acerca da pessoa ou dos feitos do Papa Dono para além daquela registada no Liber Pontificalis.

## Pontificado
O Papa Dono ordenou que o o átrio da Basílica de São Pedro fosse pavimentado com grandes blocos de mármore branco, e mandou restaurar outras igrejas de Roma, dentre as quais a Igreja de Santa Eufémia na Via Ápia e a Basílica de São Paulo Extramuros.
Durante o pontificado de Dono, Reparato, o Arcebispo de Ravena, regressou à obediência da Santa Sé, acabando o cisma criado pelo Arcebispo Mauro, que pretendera tornar Ravena autocéfala (independente).
Foi ainda durante o pontificado de Dono que uma colónia de monges Nestorianos foi descoberta num mosteiro Sírio em Roma — o Monasterium Boetianum. Eram, possivelmente, refugiados que fugiam da conquista muçulmana da Síria Consta que o Papa Dono os dispersou pelas várias instituições religiosas da cidade, e cedeu o seu mosteiro a monges Romanos.
Dono aumentou o clero de Roma em doze novos presbíteros e cinco diáconos. Consagrou ainda seis bispos em várias Sés. Um destes pode ter sido Vitaliano de Arezzo.
As relações com Constantinopla no tempo do Papa Dono tendiam a ser conciliatórias. A 10 de Agosto de 678, o Imperador Constantino IV escreveu ao Papa Dono, "o santíssimo e beatíssimo arcebispo da nossa antiga Roma e o Papa universal," esperando atraí-lo para negociações com o Patriarca de Constantinopla e os Monotelistas. Ele ordenor que o nome do Papa Vitaliano fosse colocado de novo nos dípticos que listavam os bispos em comunhão com Constantinopla, acção que lhe trouxe alguns problemas com os Monotelistas e o Patriarca Teodoro I de Constantinopla.
O pontificado de Dono durou um ano, cinco meses, e dez dias. Ao morrer, foi sepultado na Basílica de São Pedro, a 11 de Abril de 678.